# Proclitus foveatus
Proclitus foveatus là một loài tò vò trong họ Ichneumonidae.